# Basilia Rojas Mamani

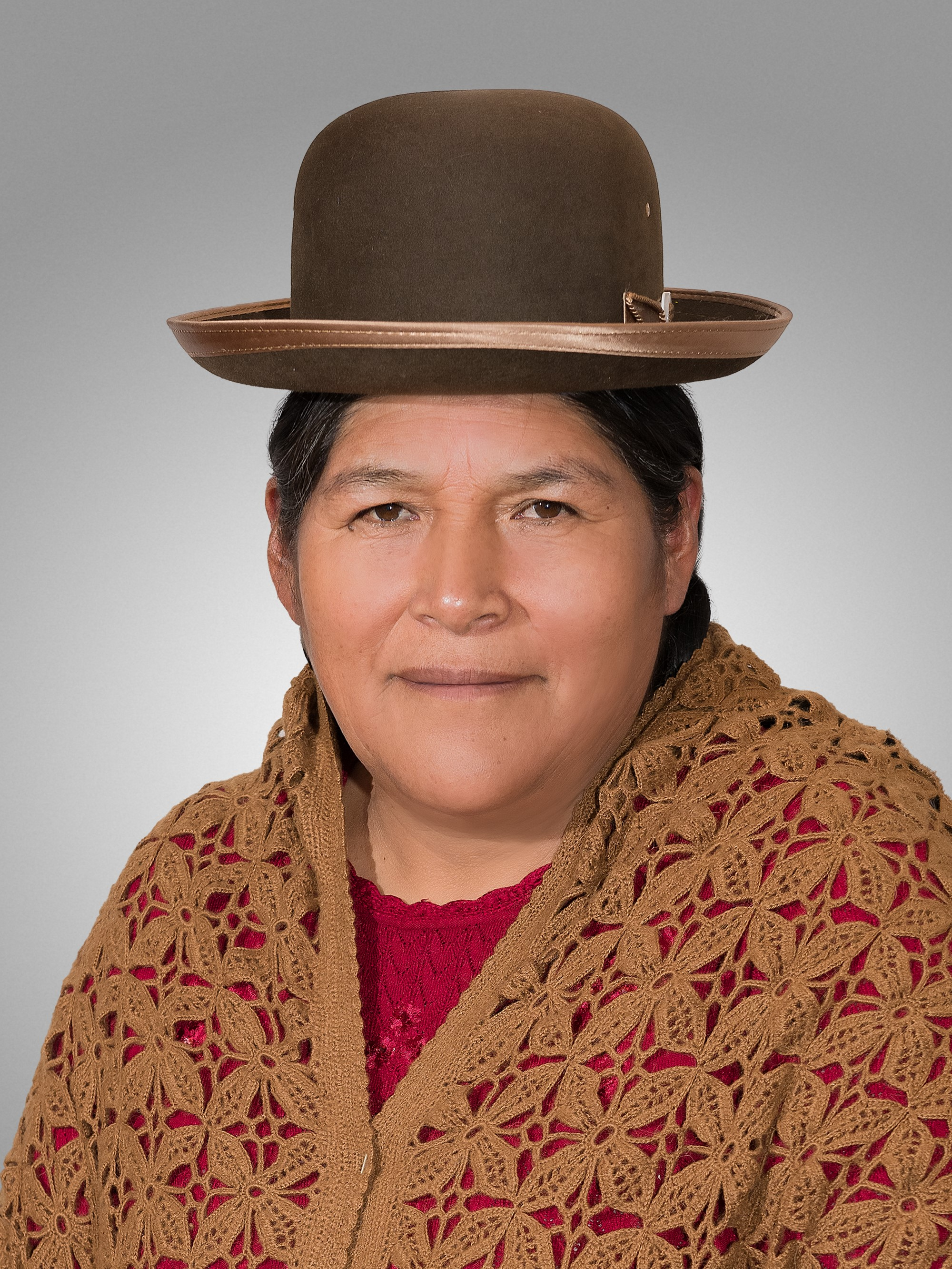
Basilia Rojas Mamani (2020)

Basilia Rojas Mamani (* 22. März 1963) ist eine bolivianische Politikerin des MAS-IPSP, die seit 2020 Mitglied des Abgeordnetenhauses von Bolivien ist.

## Leben
Basilia Rojas Mamani wurde bei der Parlamentswahl am 18. Oktober 2020 für den MAS im Wahlkreis C-18 im Departamento La Paz zum Mitglied des Abgeordnetenhauses von Bolivien gewählt, des Unterhauses der Plurinationalen Legislativen Versammlung Boliviens. Ihr Stellvertreter wurde Lucho Quispe Chino.
Derzeit ist Basilia Rojas Sekretärin des Ausschusses für Verfassung, Gesetzgebung und Wahlsystem sowie des Unterausschusses für Demokratie und Wahlsystem.